# Fondation PREDA
 (octobre 2024).
Pour les articles homonymes, voir Preda.
La People's Recovery Empowerment Development Assistance Foundation, communément appelée La Fondation PREDA ou PREDA, est une organisation caritative fondée à Olongapo City, aux Philippines, en 1974. Les objectifs principaux incluent la promotion et la protection de la dignité et des droits humains du peuple philippin, principalement ceux des femmes et des enfants. L'objectif principal est d'aider les enfants exploités, maltraités et subissant des abus sexuels.

## Histoire
Le père Shay Cullen est un prêtre missionnaire catholique de Dublin, en Irlande, membre de la Société Missionnaire de St. Columban. Il a contribué à la création de l'association en 1974 avec Alex Corpus Hermoso et Merly Ramirez. Depuis, le père Shay Cullen est nommé deux fois pour le prix Nobel de la paix.
La fondation Preda et le père Shay Cullen ont reçu le prestigieux Prix des Droits de l'Homme de la part de la ville de Weimar, en Allemagne.
En 2012, la Fondation PREDA s'est prononcée sur le cas des 52 000 Amérasiens aux Philippines, les enfants des soldats des colonies de l'armée américaine, n'ont pas obtenu de reconnaissance légale de leurs origines par leur propre gouvernement.

## Description
La Fondation Preda est agréée et accréditée par le gouvernement philippin. La Fondation Preda se consacre à la protection des enfants et œuvre pour la transformation sociale et pour permettre une société libre, juste et qui n'est pas corrompue. Le père Shay Cullen a travaillé pour empêcher que des enfants soient enfermés dans de petites prisons exiguës, sans droits. Preda a été activement impliquée dans l'aide aux victimes de la traite des êtres humains et de la traite des esclaves sexuelles dans la ville d'Angeles.
Preda s'est impliquée dans la promotion et la défense des droits des enfants et de leurs défenseurs. Preda coopère étroitement avec les tribunaux juridiques internationaux, dont Interpol et la Commission des droits de l'homme des Nations Unies .

### Les projets de Preda
- Enfance pour les enfants : sauver les enfants et les jeunes des bordels et de la violence domestique. Sauver les enfants des situations d'abus sexuels à la maison, dans la rue ou dans les bordels. L'association Preda a aidé les forces de l'ordre à détecter, arrêter et poursuivre pénalement les personnes impliquées dans ces crimes.
- Services juridiques : la mise en place des services juridiques gratuits pour les enfants accusés d'un crime. Ils fournissent également l'aide pour des recherches et une assistance juridique dans la poursuite de leurs agresseurs.
- Rescue Every Child Today (REACT) : Le projet REACT propose un centre résidentiel proposant des activités thérapeutiques, des formations, une éducation non formelle et une assistance juridique[6].
- Street Child Education Early Kontact and Outreach (SEEKOUT) : aide les enfants des rues qui se trouvent dans des circonstances dangereuses en leur fournissant de la nourriture, des vêtements, un apprentissage et une assistance juridique.
- Séminaires d'éducation publique et de prévention (PEPS) : propose des ateliers spécialisés et des séminaires de formation pour la prévention de la maltraitance des enfants, de la toxicomanie et de la transmission VIH-SIDA en utilisant des documents, des affiches, des projections vidéo et la participation directe de personnes.
- Éducation spéciale aux droits de l'homme et lobbying (SHARE) : Un projet destiné aux communautés du Barangay, aux entreprises universitaires sur la protection de l'enfance et aux procédures juridiques dans les cas de maltraitance d'enfants.
- Recherche, plaidoyer, information et réseautage (RAIN) : diffusion par le biais d'articles, de brochures, de bulletins d'information, de prises de parole en public, de sensibilisation mondiale aux Philippines et à l'étranger, à travers les médias (radio et télévision) et en travaillant avec des journalistes et des diffuseurs.
- Formation communautaire d’assistance aux peuples autochtones (IMPACT) :
  - Aider à organiser des dialogues avec les dirigeants des peuples autochtones pour l'action communautaire en faveur de la protection de l'environnement et du développement.
  - La mise en place des pépinières d'arbres et fournir au moins mille jeunes arbres (2 mètres de haut) chaque année et plantés par les peuples autochtones et les bénévoles. Il existe des bourses spéciales pour les jeunes des 3 communautés participant au projet.
- Organisation et formation d'autonomisation des jeunes et production de formation théâtrale (AKBAY) : Formation aux valeurs sociales et familiales, formation au leadership et formation du caractère à travers des séminaires, des ateliers, des camps d'été et des projets sociaux réalisés par les jeunes.
- Bourse d'études pour la jeunesse (SCHOLAR) : Offre une formation spécialisée en aide infirmière, en travail social et en informatique aux jeunes défavorisés. La formation informatique se déroule au laboratoire informatique Preda avec 20 unités. Le cours est certifié par TESDA et Microsoft via la LEARN Foundation.
- Campagne de sécurité Internet (INSEC) : Campagnes nationales et internationales de plaidoyer en faveur de la sécurité sur Internet[2].
- Commerce équitable : Il s'agit d'un projet national aidant 26 groupes de production villageois et urbains à fabriquer des articles artisanaux de qualité qui sont exportés par Preda. Le projet respecte les critères du commerce équitable et accorde des prêts de production sans intérêt, des prêts de développement et un accès aux marchés d'exportation. Des projets d'infrastructures villageoises (systèmes d'eau potable, achat de terrains), la conception de produits et d'autres services familiaux sont fournis.
- Projet Tetra Bag : Le projet de recyclage Preda a transformé des centaines de milliers de sachets jetables en papier d'aluminium en matière première pour des projets de subsistance lucratifs pour les mères abandonnées, les survivants de l'exploitation sexuelle, les jeunes sauvés des prisons, les étudiants et des dizaines de collecteurs de vieux papiers et hors de travaux d'égouts.

## Campagne contre les pédophiles et la traite des êtres humains
Preda a été très active aux Philippines dans une campagne contre les pédophiles et la traite des êtres humains. L'équipe des droits de l'homme de Preda a fait pression avec succès pour l'adoption de l'ordonnance d'une anti-prostitution dans la ville d'Olongapo. En mars 2008, Preda a organisé une marche depuis l'hôtel de ville d'Olongapo avec des banderoles et des pancartes jusqu'à l'entrée de l'ancienne base militaire américaine, et a organisé un rassemblement appelant à l'application de la loi et au gouvernement de la ville d'annuler les permis accordés aux relations sexuelles dans des bars et des discothèques. Il s’agit de la première fois qu'une manifestation publique dans les rues a pu avoir lieu. Preda a été activement impliqué dans la lutte contre l' esclavage sexuel des enfants dans le célèbre repaire des pédophiles  d'Angeles. Preda, travaillant sous couverture avec les forces de l'ordre et des bénévoles, avec l'aide de caméras cachées, ils ont pu découvrir des bars trafiquant des enfants à des fins de prostitution à Angeles.

## Menaces et harcèlement contre le personnel de PREDA
Le personnel du PREDA reçoit des menaces de la part de pédophiles et de leurs sympathisants faisant partie l'industrie du tourisme sexuel. Le personnel est continuellement harcelé par de fausses accusations et des campagnes de diffamation visant à les empêcher de demander justice aux victimes d'abus sexuels. En conséquence, PREDA travaille pour la mise en place de la Déclaration des Nations Unies de 1998 protégeant les défenseurs des droits de l'homme contre de tels abus,. Lorsque le père Shay Cullen dénonce un réseau de prostitution enfantine à Subic Bay, il a été menacé d'expulsion.

## Récompenses et nominations
- Nomination au prix Nobel de la paix : Le 3 octobre 2002, le député canadien Hon. David Kilgour d'Edmonton Sud-Est a proposé la candidature du père Shay pour le prix.
- Nomination au prix Nobel de la paix de 2003 : Christa Nickels, députée allemande, nomme le père Shay pour le prix Nobel de la paix 2003.
- En 2003, le père Shay a reçu le premier Prix Caritas de Caritas Suisse . Décerné à Preda en l'honneur de ses initiatives et de son engagement extraordinaire en faveur des enfants dans le besoin.
- Un film sur le militant des droits de l'enfant, le père Shay Cullen, a remporté le prix Radharc 2004. Intitulé « Fr Shay Cullen : Taking a Stand » et produit par Annette Kinne Andec Communications, le documentaire a été tourné aux Philippines, en Allemagne, en Grande-Bretagne et en Irlande.
- Prix Betinho : Preda a été présélectionné pour le prix Betinho Communications en raison de son site Web preda.org et de l'utilisation d'Internet pour la campagne des droits de l'homme.
- Le 13 septembre 2008, le père Shay Cullen et PREDA ont reçu le prix International Person Of The Year à Dublin, en Irlande[10].
- Le 9 octobre 2008, le père Shay Cullen a reçu le prix de la solidarité internationale décerné par les prestigieuses associations mondiales de garde d'enfants médicales[10].
- Le père Shay Cullen a reçu le prix humanitaire aux Meteor Ireland Music Awards 2009[10].

## Les références
1. ↑  Sunshine Lichauco de Leon, « 'Amerasians' in the Philippines fight for recognition », Cnn.com, 4 mars 2012 (consulté le 11 novembre 2017)
2. 1 2  CRIN – Child Rights Information Network – Organisations – Preda Foundation
3. ↑  Kids Behind Bars by Hazel Thompson- The Digital Journalist
4. ↑  url = « PHILIPPINES-CHILDREN: Scourge of Child Prostitution » [archive du 4 mai 2003] (consulté le 15 mai 2007)
5. ↑  Irish Aid - Our Work - Human Rights & Democracy
6. ↑  CRIN – Child Rights Information Network – Resources
7. ↑  « Preda Foundation, Inc. Newsletters: PREDA NEWSLETTER April - June 2001 » [archive du 13 mai 2008] (consulté le 11 novembre 2009)
8. ↑  « Preda Foundation, Inc. Newsletters: PREDA CHRISTMAS NEWSLETTER December 2000 » [archive du 13 mai 2008] (consulté le 11 novembre 2009)
9. ↑  « Feminism and Women's Studies: Prostitution » [archive du 22 juillet 2007] (consulté le 11 juin 2013)
10. 1 2 3  « Preda Foundation, Inc. - AWARDS TO PREDA, FR. SHAY » [archive du 15 mai 2008] (consulté le 14 février 2008)

## Source
- (en) Cet article est partiellement ou en totalité issu de l’article de Wikipédia en anglais intitulé « PREDA Foundation » (voir la liste des auteurs).